# Oreochromis squamipinnis
Oreochromis squamipinnis ist eine Fischart aus der Familie der Buntbarsche (Cichlidae), die im ostafrikanischen Malawisee und seiner unmittelbaren Umgebung, darunter der obere Shire und die Kraterseen Kingiri, Ilamba und Massoko vorkommt.

## Merkmale
Oreochromis squamipinnis ist eine große Buntbarschart und erreicht eine maximale Standardlänge von 36 cm. Die Kopflänge liegt bei etwa 36 % der Standardlänge. In den Kraterseen leben zwergwüchsige Hungerformen. Dominierende Männchen sind leuchtend blau gefärbt, oft mit einer weißlichen oder grünen Zeichnung am Kopf. Bei älteren Männchen kann die untere Körperhälfte fast schwarz werden, die obere Körperhälfte ist dann weißlich oder hellblau. Männchen, die kein Revier besitzen, Weibchen und Jungfische sind grau mit sechs oder mehreren senkrechten Streifen auf den Körperseiten. Sie können nicht von Oreochromis karongae unterschieden werden. Die Genitalanhänge der Männchen sind rosa oder hellgelb und können lang und verzweigt sein.
- Flossenformel: Dorsale XVI–XVII/10–11, Anale III/8–10.[1]

## Lebensweise
Oreochromis squamipinnis ist eine semipelagische Art, die in allen Bereichen des Sees in flachem Wasser vorkommt. Besonders häufig ist die Art im südöstlichen Arm des Malawisees, wo sie in flachen, mit Pflanzen bewachsenen Buchten lebt. Oreochromis squamipinnis ernährt sich vor allem von Phytoplankton und nimmt gelegentlich auch Sediment und Sand vom Seeboden auf. Kieselalgen sind der wichtigste Bestandteil der Nahrung. Die Fische vermehren sich von Dezember bis Februar. Wie alle Oreochromis-Arten ist Oreochromis squamipinnis ein Maulbrüter und das Weibchen nimmt die befruchteten Eier ins Maul und trägt sie mit sich herum. Auch Jungfische werden im Maul geschützt, bis sie eine Größe von etwa 15 mm erreicht haben.
Oreochromis squamipinnis wird stark befischt und die IUCN schätzt den Bestand als vom Aussterben bedroht (Critically Endangered) ein.

## Systematik
Die Art wurde im Jahr 1864 durch den deutschen Zoologen Albert Günther unter der Bezeichnung Chromis squamipinnis erstmals wissenschaftlich beschrieben. Später wurde sie in die Gattung Tilapia gestellt und heute gehört sie zu Oreochromis und dort zu den sogenannten „Geißeltilapien“ (Untergattung Nyasalapia), deren Männchen speziell geformte Anhänge an der Genitalpapille besitzen. Das Merkmal hat sich aber möglicherweise mehrfach unabhängig voneinander herausgebildet und die Untergattung Nyasalapia wäre dann nicht monophyletisch.

## Belege
1. 1 2 3 4 5 6  Oreochromis squamipinnis auf Fishbase.org (englisch)
2. 1 2  Ethelwynn Trewavas (1983). Tilapiine fishes of the genera Sarotherodon, Oreochromis, and Danakilia /. London: British Museum (Natural History). doi:10.5962/bhl.title.123198, Seite 467.
3. ↑  Oreochromis squamipinnis in der Roten Liste gefährdeter Arten der IUCN 2018. Eingestellt von: Phiri, B & Kanyerere, Z, 2018. Abgerufen am 15. August 2019.
4. ↑  Oreochromis squamipinnis im Catalog of Fishes (englisch)
5. ↑  Ford, A.G.P., Bullen, T.R., Pang, L., Genner, M.J., Bills, R., Flouri, T., Ngatunga, B.P., Rüber, L., Schliewen, U.K., Seehausen, O., Shechonge, A., Stiassny, M.L.J., Turner, G.F. & Day, J.J. (2019): Molecular phylogeny of Oreochromis (Cichlidae: Oreochromini) reveals mito-nuclear discordance and multiple colonisation of adverse aquatic environments. Molecular Phylogenetics and Evolution, April 2019, doi: 10.1016/j.ympev.2019.04.008